# Consiglio Olimpico della Malaysia
Il Comitato Olimpico della Malaysia (noto anche come Majlis Olimpik Malaysia in malese) è un'organizzazione sportiva malaysiana, nata nel 1953 a Kuala Lumpur, Malaysia.
Rappresenta questa nazione presso il Comitato Olimpico Internazionale (CIO) dal 1954 ed ha lo scopo di curare l'organizzazione ed il potenziamento dello sport in Malaysia, 
Nel 1965 Singapore lasciò la federazione e ristabilì il proprio comitato olimpico. in particolare, la preparazione degli atleti malaysiani, per consentire loro la partecipazione ai Giochi olimpici. L'associazione è, inoltre, membro del Consiglio Olimpico d'Asia.
L'attuale presidente del comitato è Tunku Imran, mentre la carica di segretario generale è occupata da Kok Chi Sieh.